# Das unerforschte Leben ist nicht lebenswert
Das unerforschte Leben ist nicht lebenswert ist ein bekanntes Diktum, das Sokrates zugeschrieben wird. Es wird in Verbindung mit dem Prozess gegen Sokrates wegen Asebie in Platons Apologie des Sokrates (38a5–6) erwähnt: ho dè anexétastos bíos ou biōtòs anthrṓpōi (ὁ δὲ ἀνεξέταστος βίος οὐ βιωτὸς ἀνθρώπῳ). In der Übersetzung von Manfred Fuhrmann lautet der ganze Satz:
„Wenn ich jedoch sage, dies sei das größte Glück für einen Menschen, Tag für Tag über den sittlichen Wert Gespräche zu führen und über die anderen Dinge, über die ihr mich reden hört, indem ich mich selbst und andere einer Prüfung unterziehe, und daß ein Leben ohne Prüfung für den Menschen nicht lebenswert sei, dann werdet ihr meinen Reden noch weniger Glauben schenken.“
Sokrates wurde zum Tod verurteilt und starb durch den Schierlingsbecher.

## Hintergrund und Bedeutung
Das Diktum verdeutlicht Sokrates’ Verständnis und Haltung gegenüber dem Tod und seiner Pflicht gegenüber dem Orakel von Delphi und ihrer Aussage „Niemand ist weiser als Sokrates.“ Sokrates verstand diese Antwort der Pythia auf die Frage von Chairephon, einem Freund, ob jemand weiser sei als Sokrates, als Aufforderung seinem daimonion zu folgen und zu prüfen, ob die Aussage stimmt. Die Aussage kann auch so verstanden werden, so Günter Figal, dass sie meint, alles und alle Einrichtungen seien zu prüfen. Sokrates brüskierte mit seiner lebenslangen unnachgiebigen Suche viele Bürger. Für ihn kam es in der Folge der Anklage nicht in Frage zu fliehen, auch wenn er die Möglichkeit dazu hatte. Der Satz eines unerforschten Lebens, das nicht wert zu leben sei, wird von Sokrates geäußert, als er gefragt wird, weshalb er nicht im Exil bzw. der Verbannung weiterhin gut zu leben vermöge (37e). Es sagt, da er seinem Gott, seinem daimonion, folgen müsse, könne er nicht Ruhe geben oder anderswohin gehen. Damit könnte er seine Pflicht nicht mehr erfüllen bzw. seinem göttlichen Ruf nicht mehr nachkommen.
Sokrates vertraute nicht zuletzt auf seine Einsicht in ein Leben nach dem Tod, womit unter anderem das Ende im Phaidon zu verstehen ist, wo es heißt: „O Kriton, wir sind dem Asklepios einen Hahn schuldig, entrichtet ihm den, und versäumt es ja nicht.“ (118a) Damit meint er, dass er von der Krankheit, dass seine Seele an den Leib gebunden sei, geheilt worden ist, weshalb Asklepios, dem Gott der Heilkunst, zu opfern sei.